# 國家資通安全研究院
國家資通安全研究院（簡稱資安院）是中華民國為提升國家資通安全科技能力、推動資通安全科技研發及應用成立的行政法人組織，監督機關為數位發展部。前身為行政院於2001年3月成立的「行政院國家資通安全會報技術服務中心」，2023年1月整併原國家實驗研究院資安卓越中心改制為國家資通安全研究院。業務範圍包含研發資安科技，推動資安技術應用、移轉、產學服務及國際交流，協助政府機關及關鍵基礎設施資安防護及重大資安事件應變，規劃與培育資安專業人才；另外也搭配數位發展部數位政府司與數位發展部資通安全署，辦理數位韌性強化輔導作業。

## 歷史
行政院於2001年1月17日第2718次院會核定通過第一期「建立我國通資訊基礎建設安全機制計畫」(2001年至2004年)，並成立「行政院國家資通安全會報」；同年3月，行政院成立「國家資通安全技術服務中心」(技服中心，位於台北市大安區富陽街116號)。技服中心成立初期，由經濟部編列科技專案補助預算執行；2005年，技服中心督導機關改為行政院研究發展考核委員會編列預算執行；2011年3月，行政院成立「行政院資通安全辦公室」（資安辦），技服中心督導機關改為資安辦。2014年5月22日，行政院指定科技部為資通安全主管機關，科技部開始推動技服中心行政法人化，惟設立後又遭廢止。
2016年8月1日，行政院成立「行政院資通安全處」（資安處），由行政院層級統整政府資安治理機制，以專責、專業、專人方式推動國家資通安全工作，負責行政院國家資通安全會報；技服中心督導機關改為資安處。
2022年1月19日，立法院三讀通過《國家資通安全研究院設置條例》。8月，數位發展部成立，行政院資通安全處改制升格為數位發展部資通安全署。
2023年1月1日，《國家資通安全研究院設置條例》施行。2月10日，行政法人「國家資通安全研究院」正式掛牌成立。

## 組織

### 董監事會
資安院設董事會，董事長由數位部長兼任，設置董事7人至11人，人選資格分成政府相關機關代表（數位部政務次長、資安署署長、資安產業署署長，國家安全會議及中華民國國防部代表為當然董事）與資通安全相關人員（學者、專家或對資通安全有重大貢獻的社會公正人士），相關代表遴選由數位部提請行政院院長聘任。監事設有稽核室。
現任董監事
- 董事
  - 政府代表：數位部政務次長闕河鳴、資安署署長謝翠娟、產業署署長呂正華、國家安全會議研究員尤暖霞、國防部通信電子資訊參謀次長室次長盧建中
  - 學者專家代表：中研院院士李德財、前通傳會委員現台大資管系教授孫雅麗、前中興大學資工系教授兼資通安全研究中心主任廖宜恩、台大資工系教授許永真、工研院執行副總余孝先
- 監事
  - 政府代表：行政院人事行政總處人事長蘇俊榮、數位發展部主計處專門委員江靜瑜
  - 學者專家代表：哈佛大學講座教授暨中央研究院院士孔祥重、台大國發所所長劉靜怡[5]

部門

### 行政業務研究單位
- 院長
  - 副院長

- 檢測防禦中心：資安健診組、滲透測試組、檢測技術組、場域設計組、軟體安全研究組
- 威脅分析中心：網路情蒐組、巨量分析組、社交防護組、網路威脅研究組、設施情資組、情資分享組
- 通報應變中心：通報服務組、監控防護組、鑑識處理組、事件協調組、骸侵分析研究組
- 前瞻研究籌獲中心：前瞻研究發展組、專管技轉組、防禦技術研究組、數位訊息分析組、架構設計組
- 國際合作及資安治理中心：合作交流組、治理研析組、關鍵基礎設施組、資安輔導組
- 人才培力中心：職能訓練組、專技研訓組、研究推廣組
- 綜合管理處：營運企劃組、資訊管理組、系統維運組、人力資源組、財務會計組、採購管理組、事務管理組

## 歷任首長
資安院院長
- 何全德：2023年1月17日－2025年1月5日
- 林盈達：2025年1月6日（現任）[6]

## 外部連結
- 國家資通安全研究院 （页面存档备份，存于）
- 資安卓越中心規劃建置計畫 （页面存档备份，存于）